# Барышевская поселковая община
Барышевская поселковая территориальная община (укр. Баришівська селищна територіальна громада) — территориальная община в Броварском районе Киевской области Украины. Административный центр — посёлок Барышевка. Община образована в 2020 году.
Площадь общины — 696,55 км², население — 27 727 человек (2020).

## История
Образована 12 июня 2020 года путём объединения Барышевского поселкового совета и Бзовского, Веселиновского, Волошинивского, Остролучского, Дерновского, Коржевского, Корнеевского, Лукашивского, Лукьяновского, Масковцкого, Морозовского, Паришкивского, Перемогского, Подольского, Рудницкой, Сезенковского, Селичевкого, Селищинского сельских советов Барышевского района Киевской области.

## Населённые пункты
В составе общины 1 пгт (Барышевка) и 27 сел:
- Бакумовка
- Бзов
- Борщёв
- Веселиновка
- Власовка
- Волошиновка
- Дерновка
- Коржи
- Корнеевка
- Лукаши
- Лукьяновка
- Малая Тарасовка
- Масковцы
- Морозовка
- Остролучье
- Парышков
- Пасечная
- Перемога
- Подолье
- Рудницкое
- Сезенков
- Селичевка
- Селище
- Устинкова Гребля
- Хлопков
- Швачиха
- Шёлковое

## Образование
На территории общины находится: одно опорное учебное заведение, два учреждения общего среднего образования I—III ступеней, 12 учебно-воспитательных комплексов, шесть учреждений дошкольного образования, одно учреждение дополнительного образования, одна детско-юношеская спортивная школа, один межшкольный учебно-производственный комбинат и один инклюзивно-ресурсный центр.